# La Vivandière (film)
Pour les articles homonymes, voir La Vivandière.
Pour plus de détails, voir Fiche technique et Distribution.
La Vivandière (Стряпуха, Striapoukha) est un film soviétique réalisé par Edmond Keossaian, sorti en 1965,. Le sujet est adapté de la pièce éponyme d'Anatoli Sofronov qui signe également le scénario.

## Synopsis
Le conducteur de moissonneuse-batteuse Stepan Kazanets cherche à conquérir le coeur de la jeune veuve Pavlina - cuisinière en plein air dans un kolkhoze.  

## Fiche technique
- Titre : La Vivandière
- Réalisation : Edmond Keossaian
- Scénario : Anatoli Sofronov
- Photographie : Fiodor Dobronravov
- Musique : Boris Mokroussov
- Décors : Vitali Gladnikov, A. Portnoï
- Son : Artashes Vanetsyan
- Montage : P. Tchetchetkina
- Production : Mosfilm
- Pays :  Union soviétique
- Genre : mélodrame
- Durée : 71 minutes
- Sortie : 1965

## Distribution
- Svetlana Svetlitchnaïa : Pavlina Khuternaya, la vivandière
- Ivan Savkine : Stepan Kazanets, conducteur de moissonneuse-batteuse
- Lioudmila Khitiaeva : Galina Sakhno, contremaître
- Gueorgui Youmatov : Serafim Tchaika, collègue de Stepan Kazanets
- Konstantin Sorokine : Grand-père Sliva
- Vladimir Vyssotski : Andreï Pchelka, accordéoniste
- Inna Tchourikova : Varvara, la barmaid
- Valeri Nossik : Grigory, le mari de Varvara
- Valentina Berezoutskaïa : Maria, une kolkhozienne
- Lioudmila Martchenko : Taïssia, une kolkhozienne
- Zoïa Fiodorova : chef des escrocs du marché
- Sergueï Filippov : escroc au marché
- Vladimir Sochalski : vendeur de légumes